# Sveriges kompositörer och textförfattare
Skap (Sveriges kompositörer och textförfattare, tidigare Svenska kompositörer av populärmusik) är en svensk intresseorganisation för professionella musikskapare. Föreningen bildades 1926 under namnet Föreningen Svenska Kompositörer av Populärmusik och är idag en central aktör för upphovsrätt, kulturpolitik och jämlika villkor inom musiklivet. Skap organiserar omkring 1600 medlemmar som verkar inom en rad olika genrer. Föreningen är tillsammans med FST och Musikförläggarna en av de tre föreningar som innehar två fasta styrelseplatser vardera i Stims styrelse, för att representera rättighetshavarna.
Skap grundades den 25 november 1926 vid ett möte på Restaurang Ekegårdh i Stockholm. Initiativtagare var Fred Winter och Jules Sylvain, som reagerade på branschens oreglerade förhållanden och bristen på ekonomisk ersättning för grammofonutgivningar. Föreningens syfte var från början att tillvarata musikskaparnas ekonomiska och rättsliga intressen i en tid då "musik till sällskapsdans" ännu inte skyddades av upphovsrättslagen.
Under 1900-talet har Skap spelat en viktig roll i utvecklingen av det svenska upphovsrättssystemet, särskilt i samarbetet med STIM. Organisationen har också varit en viktig opinionsbildare i kulturpolitiska frågor och har haft en stark närvaro i frågor som rör jämlikhet och konstnärliga arbetsvillkor. Skap har på 2000-talet deltagit i EU:s reformarbete kring det så kallade Upphovsrättsdirektivet och varit engagerad i den Europeiska paraplyorganisationen ECSA där Skaps tidigare ordförande Alfons Karabuda innehade ordförandeskapet.

## Verksamhet
Skaps kärnverksamhet består i att företräda musikskapare i politiska och kulturella sammanhang, driva opinion i frågor som rör upphovsrätt, ersättningsmodeller och konstnärligt yrkesutövande, stödja medlemmar genom projekt, mentorprogram, rådgivning och kompetensutveckling samt agera remissinstans i utredningar och kulturpolitiska reformer.
Föreningen har initierat och drivit projekt som Din musikbusiness, som 2013 grundades av journalisten Ametist Azordegan och Skaps jurist Andreas Wendén tog initiativ till ett årligt event som riktar in sig till unga musikskapare från och i socioekonomiskt utsatta områden. 2023 blev Din Musikbusiness stiftelse. Skap finansierade och spred även kampanjen och samtalsserien Skapelsen på initiativ av bland andra Lina Thomsgård  som lyfte fram kvinnor viktiga för musikhistorien (inledningsvis främst populärmusikgenrer). Sedan 2010-talet har Skap fördjupat sitt arbete med jämlikhetsfrågor inom musikbranschen. Två större rapporter har publicerats på uppdrag av Skap: Jämlikt skapande (2019), som behandlar jämställdhet, och Jag gör inte world, jag gör pop om strukturell rasism i musikbranschen''' (2022), författad av Jasmine Kelekay. Rapporterna har lett till såväl interna reformer som politiska ställningstaganden.

## Stipendie- och prisverksamhet
Skap delar varje år priser och stipendier till musikskapare från alla genrer. Skaps priser uppgår till 50 000 kronor och är inte sökbara utan beslutas av en oberoende jury. Skap administrerar också ett antal fonder ur vilka det varje år delas ut stipendier. Fonderna är Fred Winters minnesfond, SKAP:s stipendiefond till Evert Taubes minne, Skaps jubileumsfond, Sven Paddocks minnesfond och Ejnar Westlings minnesfond. Utöver detta är Skap ordförande i Thore Ehrlings minnesfond och stiftelsen Ulf Peder Olrogs minne, samt medlem i Karl Gerhards jubileumsfonds prisnämnd. Skap finansierar helt eller delvis årlig stipendieutdelning ur dessa fonder. 

## Skaps ordföranden
- 1926–1935: Fred Winter, pseudonym för Sten Njurling
- 1935–1936: Valdemar Dalquist
- 1936–1942: Georg Enders
- 1942–1965: Einar Hylin
- 1965–1977: Roland Levin
- 1977–1990: Bo-Göran Edling
- 1990–1999: Håkan Elmqvist
- 1999–2007: Roger Wallis
- 2007–2024: Alfons Karabuda
- 2024– : Anders Wollbeck